# 驚魂子彈飛車
《驚魂子彈飛車》是史蒂芬·金所著的中篇小說，是世界上首本在網絡上發行的電子書，當時定價每本2.5美元，結果其下載量超過五十萬次，成為商業電子書上的一個里程碑。2002年，金將故事收錄在短篇小說集《史蒂芬金的14張牌》內。2004年，有美國導演將故事改編成電影，並找來老牌影星奧斯卡最佳男主角獎得主克里夫·羅勃遜客串，可惜票房仍然不及預期。

## 故事簡介
柏克是緬因州大學的學生，一日突然收到母親鄰居的來電，告知母親中風入了醫院，柏克馬上希望乘便車回家。柏克走到偏遠的地方攔截便車，一直都沒有人理會他，中途更在墳場中失足暈倒。柏克醒後遇到一個自稱喬治的人讓他坐便車，不過柏克記起喬治的名字剛剛才在墓碑上出現，只是上了車後無辦法離開。喬治告訴柏克，他是帶走靈魂的使者，要柏克決擇帶走柏克的靈魂還是母親的靈魂，他選擇帶走母親的靈魂。柏克終於去到醫院，發現母親沒有生命危險。母親出院後，柏克變得珍惜母親，關係大大改善。